# Classe Ersatz Monarch
A Classe Ersatz Monarch, chamada informalmente de Classe Tegetthoff Melhorada, foi uma classe de couraçados projetados para a Marinha Austro-Húngara que teria sido construída entre 1914 e 1919. Os trabalhos para uma nova classe de couraçados que sucederia a Classe Tegetthoff e substituir a antiga Classe Monarch de navios de defesa costeira começaram em meados de 1911. O vice-almirante Anton Haus, o Comandante da Marinha da Austro-Húngara, conseguiu aprovar em 1914 um programa de expansão naval com o apoio do Conselho Imperial austríaco e da Dieta húngara, garantindo o orçamento necessário para a construção de quatro novos couraçados dreadnought.
Os couraçados da Classe Ersatz Monarch, segundo o projeto aprovado, seriam armados com dez canhões de 350 milímetros montados em duas torres triplas e duas torres duplas. Teriam um comprimento de 172 a 175 metros, boca de 28 metros, calado de pouco mais de oito metros e um deslocamento de pelo menos 24,5 mil toneladas. Seus sistemas de propulsão seriam quase idênticos aos da Classe Tegetthoff, sendo compostos por quinze caldeiras que alimentariam quatro turbinas a vapor, que por sua vez girariam quatro hélices até uma velocidade máxima de 21 nós (39 quilômetros por hora). Os navios teriam um cinturão de blindagem que ficaria entre 140 e 310 milímetros de espessura.
A construção do primeiro navio estava programada para começar em meados de julho de 1914, com a previsão de que os últimos fossem lançados em meados de 1919. Entretanto, o assassinato do arquiduque Francisco Fernando em junho fez as obras serem suspensas. Com o início da Primeira Guerra Mundial, os trabalhos foram adiados primeiro até setembro, quando esperava-se que o conflito já estivesse resolvido. O governo húngaro tentou cancelar os couraçados logo em outubro, porém foi concordado em fevereiro de 1915 que eles seriam adiados indefinidamente até o final da guerra. A classe acabou sendo cancelada definitivamente em 1917, depois da guerra ter entrado em seu terceiro ano.

## Antecedentes

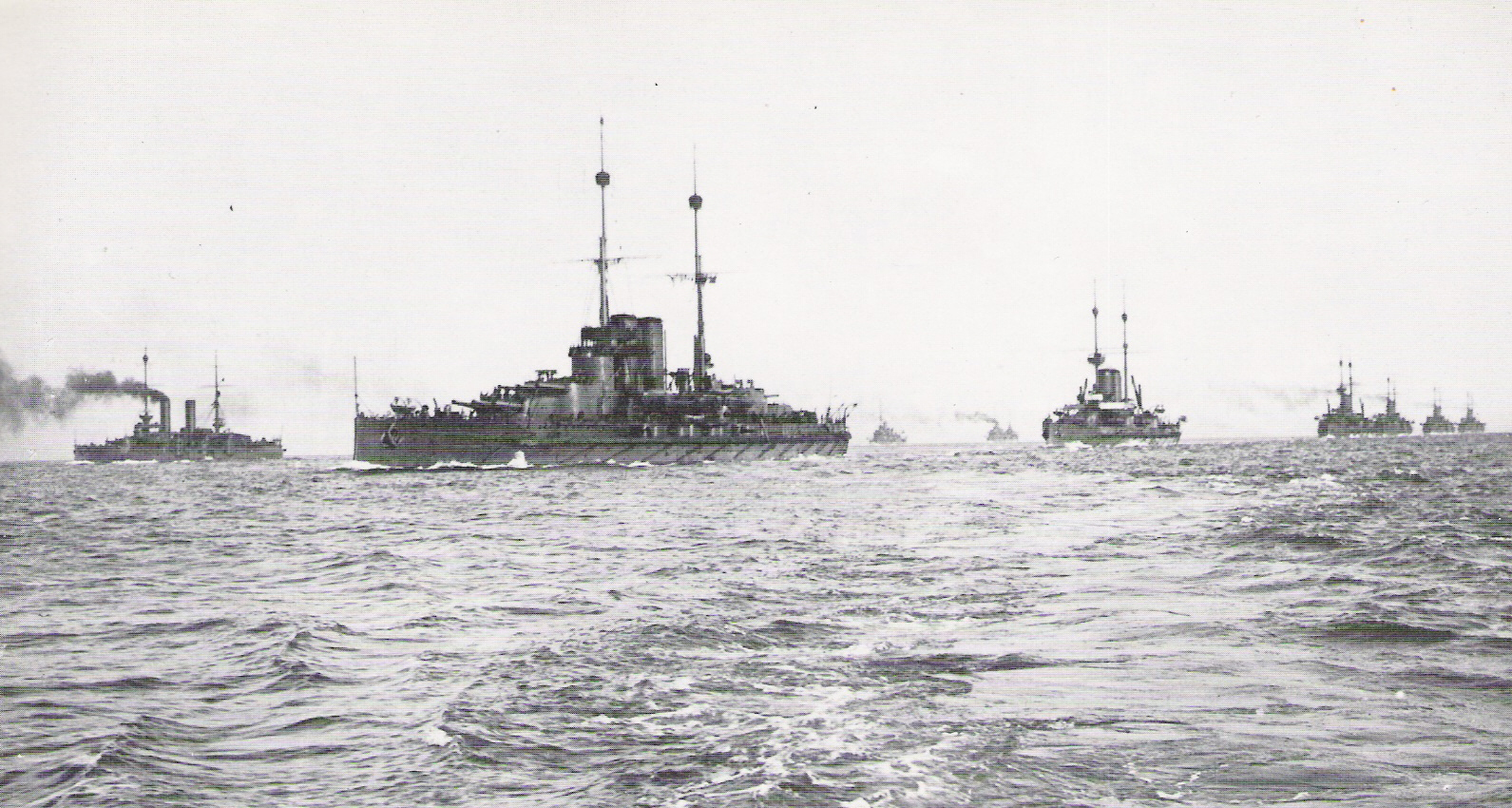
Couraçados austro-húngaros c. 1912–13

O almirante conde Rudolf Montecuccoli aposentou-se como Comandante da Marinha Austro-Húngara e Chefe da Seção Naval do Ministério da Guerra em 22 de fevereiro de 1913. Seu sucessor foi o almirante Anton Haus, que herdou uma marinha que era a sexta maior da Europa e a oitava do mundo. Na época, a marinha estava se aproximando de seu objetivo de ter dezesseis couraçados em sua frota, número delineado por Montecuccoli em um memorando enviado ao imperador Francisco José I em janeiro de 1909. Entretanto, esse número incluía três embarcações obsoletas da Classe Monarch, navios de defesa costeira com vinte anos de idade. A Classe Tegetthoff, os couraçados mais modernos da Áustria-Hungria, estavam quase finalizados em 1913 e cada um dos navios eram quatro vezes maiores que os membros da Classe Monarch.
A necessidade de substituir a antiga Classe Monarch tinha surgido antes mesmo da promoção de Haus. Montecuccoli havia pedido em outubro de 1912 por dois couraçados que sucederiam a Classe Monarch, porém sem sucesso. Carl von Bardolff, o chefe do estado-maior do arquiduque Francisco Fernando, herdeiro do trono austro-húngaro e almirante da marinha, sugeriu que Haus explorasse a opção de construir uma "segunda divisão de dreadnoughts". Bardolff estava agindo de acordo com as ordens de Francisco Fernando, que há muito tinha grande interesse em expandir a Marinha Austro-Húngara. O plano do arquiduque era que uma nova classe de dreadnoughts substituísse a Classe Monarch e que esses novos navios tivessem suas construções iniciadas o mais rápido possível, dessa forma mantendo os estaleiros ocupados com novos contratos. Assim como tinha ocorrido com a Classe Tegetthoff, várias empresas, como a Witkowitzer Bergbau, Škoda-Werken, Stabilimento Tecnico Triestino e Creditanstalt, ofereceram-se para começarem as obras usando seu próprio dinheiro, antes mesmos dos parlamentos austríaco e húngaro aprovassem os orçamentos necessários para a construção dos couraçados. Francisco Fernando e Bardolff também tinha conseguido empréstimos bancários em nome da marinha para financiar o projeto até que um orçamento oficial fosse aprovado.

### Propostas
A Škoda fez a primeira de muitas propostas a fim de conseguir aprovação para uma nova geração de couraçados para substituir a Classe Monarch enquanto os navios da Classe Tegetthoff ainda estavam em construção. A proposta original foi entregue ao governo austro-húngaro em 18 de abril de 1911, consistindo em uma classe de embarcações que seriam armadas com canhões de 340 milímetros, estes montados em quatro torres de artilharia triplas sobrepostas, duas na proa e duas na popa.
O Comitê Técnico da Marinha apresentou, em dezembro de 1911, três propostas criadas pelo arquiteto naval Franz Pitzinger, o Construtor-Geral da marinha, das características gerais para uma nova classe. A primeira dessas propostas era de um couraçado com deslocamento de 22 mil toneladas e canhões de trezentos milímetros. Outra proposta tinha deslocamento de 23 mil toneladas e canhões de 350 milímetros. A última proposta possuía um deslocamento que chegava em 24,5 mil toneladas. A decisão final sobre o tamanho e número das armas da bateria principal foi de canhões de 350 milímetros, que era uma versão modificada e ligeiramente maior da proposta da Škoda. A decisão final sobre o calibre dos canhões foi influenciada pela Marinha Imperial Alemã, que tinha adotado esse calibre para seus novos cruzadores de batalha da Classe Mackensen.
Em janeiro de 1913 foi entregue, pelo Comitê Técnico da Marinha, a primeira proposta oficial para uma nova classe de couraçados austro-húngaros. O comitê decidiu escolher a maior das três propostas iniciais de Pitzinger, com cada embarcação tendo um deslocamento de aproximadamente 24,1 mil toneladas. Os navios seriam armados com um total de dez canhões de 350 milímetros, enquanto a bateria secundária seria de dezoito canhões de 149 milímetros e 22 canhões de noventa milímetros.

## Financiamento

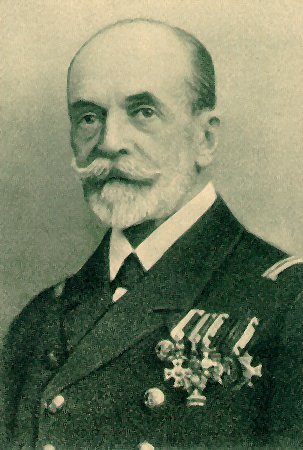
Anton Haus, o Comandante da Marinha e proponente da Classe Ersatz Monarch

Haus não queria começar seu período como Comandante da Marinha contornando o governo austro-húngaro por financiamento, assim recusou a ideia de começar a construção de qualquer nova classe de couraçados antes que um orçamento fosse aprovado pelo Conselho Imperial austríaco e pela Dieta húngara. Sua proposta de expansão naval enfrentou oposição imediata na Hungria. A sugestão de que as obras começassem antes do governo austro-húngaro ter a oportunidade de aprovar qualquer espécie de orçamento fez com que o primeiro-ministro húngaro László Lukács ameaçasse renunciar. A falta de um governo húngaro para aprovar um orçamento tinha atrasado a construção da Classe Tegetthoff em 1909. Haus não queria repetir o mesmo tipo de crise orçamentária que tinha deixado os couraçados anteriores sem uma aprovação governamental formal por quase um ano, assim decidiu por não incluir planos de uma nova classe de navios para sua proposta de orçamento naval para 1914, que seria apresentada aos parlamentos austríaco e húngaro. Entretanto, ele conseguiu o apoio do Conselho Ministerial austro-húngaro em outubro de 1913 para que uma nova classe de couraçados substituísse a antiga Classe Monarch e também o SMS Habsburg, o pré-dreadnought mais antigo da frota. Foi estimado que todo o programa de construção naval de Haus custaria mais de 420 milhões de coroas, incluindo a construção de seis contratorpedeiros, três cruzadores e quatro couraçados dreadnought.
A aprovação do orçamento necessário para a construção dos couraçados foi facilitada pela queda do governo de Lukács em junho de 1913. Seu sucessor foi o conde István Tisza, um político experiente e proeminente que antes já tinha trabalhado para garantir a aprovação dos orçamentos navais de 1910 e 1911 que autorizaram a construção da Classe Tegetthoff. Tisza tinha feito isso depois de receber a promessa da marinha que o contrato de construção para um dos navios seria entregue para o estaleiro da Ganz-Danubius em Fiume, que ficava localizado na parte húngara do império. O primeiro-ministro, desde as negociações para o financiamento da Classe Tegetthoff, tinha ficado ainda mais comprometido com a causa da expansão da Marinha Austro-Húngara. Representantes austríacos e húngaros no Conselho Ministerial se encontraram em Viena no final de 1913 com o objetivo de aprovarem um orçamento para o primeiro semestre de 1914, com os defensores do projeto aproveitando a oportunidade para conseguirem apoio para os couraçados. Albert von Mühlwerth, membro germânico do Conselho Imperial pela Boêmia, justificou a ideia ao afirmar que a expansão e modernização da Marinha Austro-Húngara era necessária para substituir a obsoleta Classe Monarch; ele disse: "se meu casaco é velho e surrado, eu compro um novo pra mim... é a mesma coisa com navios de guerra". Esses esforços ocorreram mesmo com Haus não planejando apresentar qualquer tipo de proposta para os navios até o ano seguinte.

### Aprovação

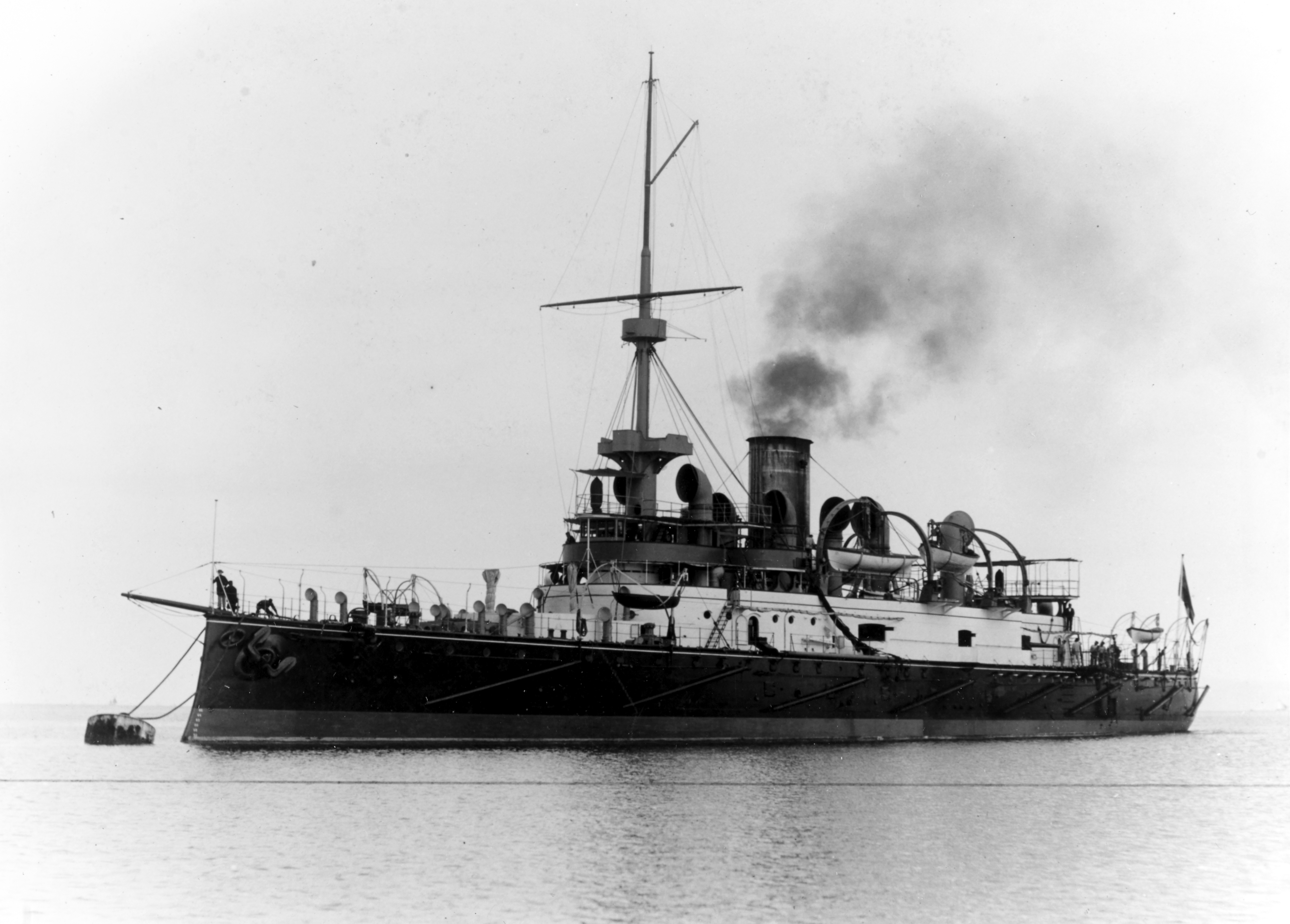
O SMS Wien, o segundo de um total de três navios da Classe Monarch

O parlamento húngaro voltou a se reunir no início de 1914 e Haus apresentou formalmente sua proposta de orçamento naval para o período de 1915 a 1919. Seu projeto custaria aproximadamente 427 milhões de coroas e seria espaçado no decorrer de cinco anos. Os húngaros, liderados por Tisza, apoiaram a proposta depois de Haus prometer que seis contratorpedeiros, dois monitores fluviais e dois dos quatro couraçados do programa de expansão seriam construídos pelos estaleiros da Ganz-Danubius em Fiume, assim como havia acontecido com o SMS Szent István da Classe Tegetthoff. O Partido Socialdemocrata Operário austríaco foi contra, da mesma forma como em outras ocasiões em que foi necessário aprovar orçamentos maiores para a marinha. Karl Leuthner, um socialdemocrata da Baixa Áustria e editor do jornal Arbeiter-Zeitung, criticou o orçamento por ser fiscalmente irresponsável, também afirmando que os navios seriam lançados "em um oceano da dívida nacional da austríaca". O partido foi a oposição ao projeto junto com o Partido Nacional Liberal tcheco, que anteriormente tinha apoiado a construção das embarcações da Classe Tegetthoff. Karel Kramář, seu líder, disse que, apesar de ter "uma certa parcialidade pela marinha", seu partido se opunha a muitos dos argumentos pró-germânicos apresentados para justificar os couraçados. Muitos nacionalistas germânicos na Áustria tinham apoiado a construção dos couraçados por acreditarem que suas existências valorizariam a aliança da Áustria-Hungria com a Alemanha. O barão Heinrich von Lützow, membro da Câmara dos Lordes austríaca e um ex-embaixador austro-húngaro na Itália, chegou a afirmar que "todo apoiador da Tríplice Aliança... deve votar pelo fortalecimento de nossa marinha".
Diferentemente de todas as classes de couraçados anteriores, os navios da Classe Ersatz Monarch foram encomendados em uma época em que as relações entre Áustria-Hungria e Itália estavam aparentemente melhorando. Os dois países tinham renovado acordos navais em 1913 para coordenarem seus esforços em caso de uma guerra hipotética entre os membros da Tríplice Aliança e da Tríplice Entente. Consequentemente, quando chegou o momento do governo austro-húngaro debater o financiamento e aprovação de uma nova classe de couraçados, o papel desempenhado pela Itália nessas discussões não foi um inimigo em potencial, mas sim de que a Itália permaneceria uma Aliada da Áustria-Hungria em quaisquer operações navais no Mar Mediterrâneo contra França e Rússia, além de que os novos navios seriam necessários para ajudar a manter a relação austro-húngara com seus aliados italianos. A Rússia nesse momento tinha tomado o lugar da Itália como o principal oponente austro-húngaro em caso de guerra, com a Classe Ersatz Monarch dessa forma tendo a intenção de conter quaisquer frotas russas em potencial que poderiam operar ao sul de Dardanelos.

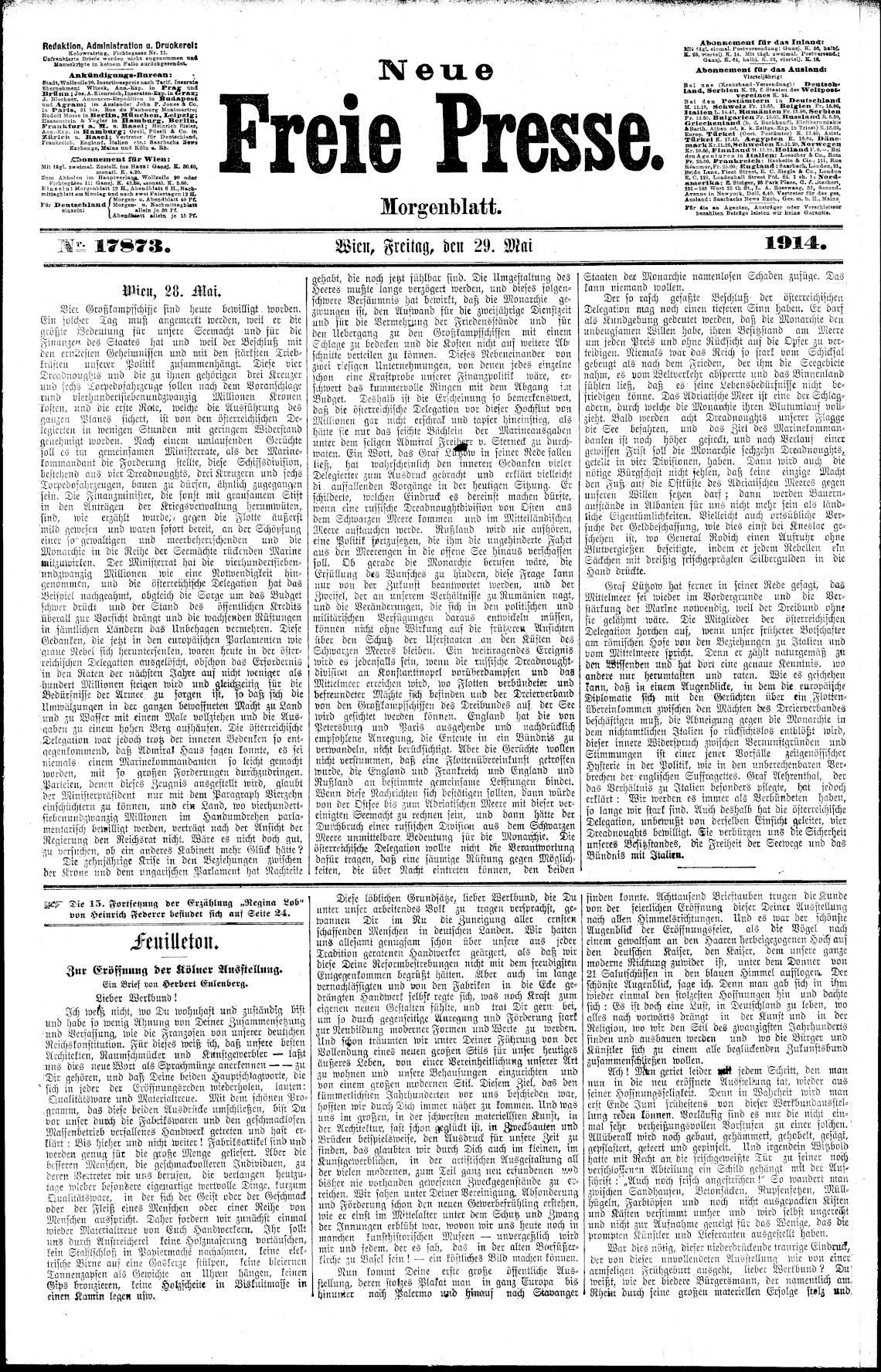
Primeira página do Neue Freie Presse de 29 de maio de 1914, que cobriu a aprovação do orçamento da Classe Ersatz Monarch

A enorme maioria da sessão da Dieta húngara apoiou o programa de expansão naval de Haus. Demorou menos de meia hora para que os deputados húngaros debatessem o projeto antes de aprová-lo. Depois da aprovação, a discussão mudou para a alocação do dinheiro contido no orçamento, com os húngaros se focando em garantir que muitos componentes industriais dos navios fossem comprados na parte húngara do império. O Partido Nacional Liberal, mesmo tendo sido contra o programa, trabalhou para que grandes partes do orçamento fossem gastas na Boêmia e na Morávia. Kramář concluiu que seu partido era "feliz quando a Škoda tem negócios", assim tentou obter fundos para firmas menores da Boêmia e Morávia, fora da Witkowitz e Škoda. Entretanto, seus esforços falharam pois a maior parte dos parlamentos austríaco e húngaro se recusaram a gastarem mais dinheiro na região do império que já iria construir a maior parte da blindagem e armamentos dos couraçados. Os social-democratas também trabalharam para influenciarem como o dinheiro seria alocado. Leuthner pediu para Haus que a Marinha Austro-Húngara deveria usar parte do seu dinheiro para melhorar as condições de trabalho de milhares de trabalhadores por toda Áustria-Hungria que trabalhavam nas indústrias de construção naval e armamentos.

### Recepção
A reunião anual da Liga Naval Austríaca ocorreu ao mesmo tempo que a Dieta húngara estava considerando o programa de Haus, com as notícias da aprovação de um orçamento que incluía uma nova classe de couraçados dreadnought sendo recebidas com grande entusiasmo pelos membros da liga. A reação do público geral austro-húngaro para a aprovação dos novos navios foi, da mesma forma, em sua maior parte positiva. O jornal austríaco Neue Freie Presse, com o orçamento naval tendo sido aprovado rapidamente pelos parlamentos austríaco e húngaro, cobriu a história favoravelmente e comentou que o dinheiro tinha sido conferido com "pouca resistência". O jornal usou muitos dos mesmos argumentos em favor dos couraçados que tinham sido utilizados pelos próprios parlamentares nos debates, afirmando que a construção de uma nova classe de couraçados a fim de acompanhar a Classe Tegetthoff garantiria o maior domínio austro-húngaro do Mar Adriático, que o Neue Freie Presse descreveu como "uma das principais artérias da qual a monarquia tira seu sangue".

## Projeto

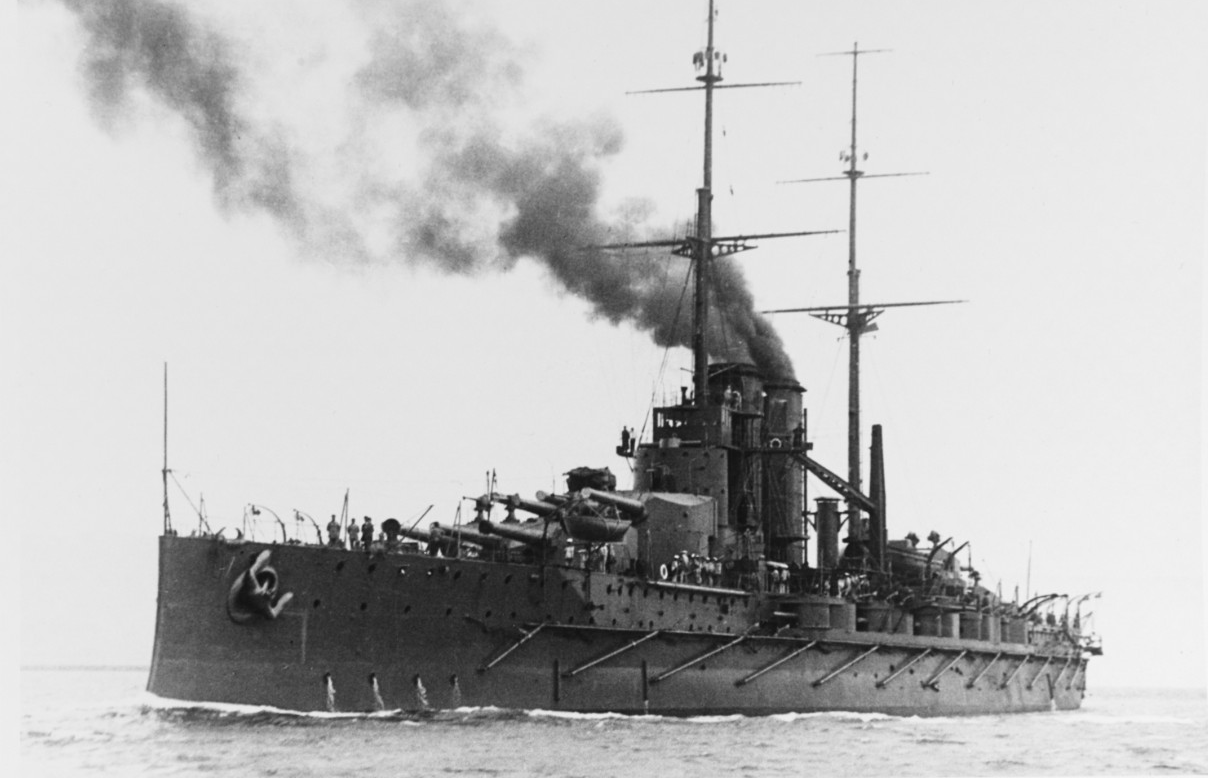
O da Classe Tegetthoff, cujo projeto serviu de base para a Classe Ersatz Monarch

A Classe Ersatz Monarch foi projetada por Pitzinger e seria a maior já construída para a Marinha Austro-Húngara até então. Pelo fato de vários esboços terem sido apresentados, cada um com pequenas diferenças, não se sabe a aparência final exata de como seriam os navios da Classe Ersatz Monarch. Entretanto, as embarcações seriam, em essência, versões maiores e aprimoradas da Classe Tegetthoff. A superestrutura seria a mínima possível e todos os couraçados da classe teriam castelos da proa elevados, diferentemente de seus predecessores que possuíam um convés principal contínuo. Esse projeto foi inspirado nos navios de guerra britânicos da época e tinha a intenção de melhorar a performance das embarcações fora do Mar Adriático. Caso tivessem sido construídos, os couraçados da Classe Ersatz Monarch teriam sido os primeiros navios da Áustria-Hungria pensados para uma operação em mar aberto.
O deslocamento dos couraçados da Classe Ersatz Monarch foi projetado para ficar em aproximadamente 24,1 mil toneladas por navio. Seus comprimentos de fora a fora ficariam entre 172 e 175,2 metros, teriam uma boca de 28,5 metros e um calado de 8,4 metros. Cada embarcação teria uma tripulação que ficaria entre 1 050 e 1 100 oficiais e marinheiros.

### Propulsão
A intenção era que Classe Ersatz Monarch fosse equipada com quatro turbinas a vapor, cada uma girando uma hélice. Essas turbinas seriam alimentadas por quinze caldeiras Yarrow, nove das quais seriam a carvão e as outras seis a óleo combustível. Essas caldeiras a óleo teriam sido as primeiras de seu tipo na Marinha Austro-Húngara, já que embarcações anteriores eram impulsionadas apenas pela queima de carvão. As turbinas foram projetadas para produzirem 31 mil cavalos-vapor (23 mil quilowatts) e dar aos couraçados uma velocidade máxima de 21 nós (39 quilômetros por hora). O historiador naval Milan Vego comentou que essa velocidade "seria claramente inferior à suas contrapartes em outras marinhas". Os navios carregariam 1 425 toneladas de carvão e o mesmo valor em óleo combustível, suficiente para que eles tivessem um alcance de cinco mil milhas náuticas (9,3 mil quilômetros) a uma velocidade de dez nós (dezenove quilômetros por hora). Como a Classe Ersatz Monarch foi projetada para operar em alto-mar, as embarcações teriam uma estabilidade muito maior e um adernamento menor em mares agitados do que couraçados anteriores da Marinha Austro-Húngara.

### Armamento

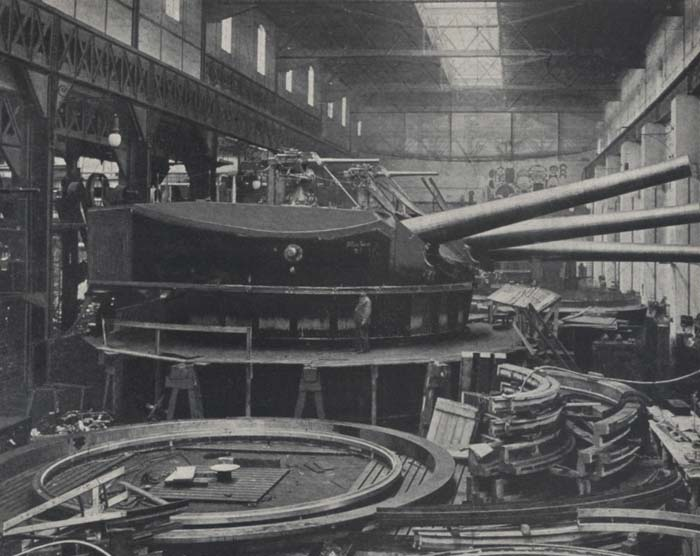
Montagem de uma das torres de artilharia do Viribus Unitis. Os canhões da Classe Ersatz Monarch seriam similares e maiores

Segundo o projeto aprovado de janeiro de 1913, os membros da Classe Ersatz Monarch seriam armados com dez canhões de 350 milímetros. Planos anteriores para os couraçados incluíam uma bateria principal de dez canhões de 380 milímetros, porém isso foi descartado em abril de 1914 depois de Marinha Austro-Húngara perceber que o deslocamento de cada embarcação cresceria para trinta mil toneladas a fim de acomodar o tamanho e peso maiores dessas armas. A marinha acabou escolhendo equipar cada navio com dez canhões Marinekanone L/45 M. 16 de 350 milímetros, que seriam construídos pela Škoda em Pilsen, na Boêmia. As novas armas aprovadas para o projeto final foram modificadas com o objetivo de aumentarem o efeito de um disparo lateral completo. Entretanto, os couraçados seriam equipados com apenas dez canhões, diferentemente dos doze canhões da Classe Tegetthoff, a fim de manter um equilíbrio entre a proteção, estabilidade e poder de fogo dos couraçados. Essa escolha levou a disposição incomum de ter uma torre de artilharia tripla sobreposta por uma torre dupla, com um par na frente e outro atrás da superestrutura.
Assim como a Classe Tegetthoff, os couraçados da Classe Ersatz Monarch teriam seu armamento secundário dividido em dois níveis de través com as chaminés e ponte de comando. Mudanças de projeto durante o processo de planejamento resultaram em diferentes propostas para a bateria secundária das embarcações. O projeto de janeiro de 1913 era de catorze canhões de 149 milímetros, vinte de 89 milímetros, dois de 47 milímetros e seis tubos de torpedo de 533 milímetros. Entretanto, o projeto final definiu as armas como catorze canhões Škoda K10 calibre 50 de 149 milímetros, oito canhões calibre 45 de 89 milímetros, dois canhões Škoda SFK L/44 S de 47 milímetros e dois canhões Škoda G. L/18 de 66 milímetros. Cada navio também teria entre cinco e seis tubos de torpedo de 533 milímetros. Foi anunciado em fevereiro de 1914 que armas antiaéreas e "fortes coberturas para proteção contra ataques aéreos" também seriam incluídas nas embarcações da Classe Ersatz Monarch. Essas defesas antiaéreas foram projetadas para consistirem em oito ou doze canhões de 89 milímetros calibre 45, com algumas dessas armas a serem instaladas no topo das torres de artilharia.

### Blindagem
Os navios da Classe Ersatz Monarch teriam sido protegidos na linha d'água por um cinturão de blindagem que mediria 310 milímetros de espessura na parte central do couraçado. Esse cinturão ficaria localizado entre os pontos médios das barbetas dianteira e traseira, depois diminuindo para 140 milímetros de espessura à medida que seguisse para as extremidades da embarcação. Seu convés teria uma blindagem de 36 a 72 milímetros de espessura. As torres de artilharia da bateria principal foram projetadas pare serem protegidas por uma blindagem de 80 a 340 milímetros, enquanto as casamatas seriam protegidas por placas de 150 milímetros. A torre de comando de cada navio foi projetada para ter uma blindagem de 320 milímetros. A Classe Ersatz Monarch também foi projetada para ter anteparas anti-torpedo de 85 milímetros de espessura.

## Navios
| Nome             | Construtor                              | Previsão de batimento | Previsão de lançamento | Construção até lançamento | Destino                                   |
| ---------------- | --------------------------------------- | --------------------- | ---------------------- | ------------------------- | ----------------------------------------- |
| "Couraçado VIII" | Stabilimento Tecnico Triestino, Trieste | julho de 1914         | junho de 1917          | 36 meses                  | Construções suspensas; cancelados em 1917 |
| "Couraçado IX"   | Stabilimento Tecnico Triestino, Trieste | janeiro de 1915       | dezembro de 1917       | 36 meses                  | Construções suspensas; cancelados em 1917 |
| "Couraçado X"    | Ganz-Danubius, Fiume                    | junho de 1916         | maio de 1919           | 36 meses                  | Construções suspensas; cancelados em 1917 |
| "Couraçado XI"   | Ganz-Danubius, Fiume                    | junho de 1916         | maio de 1919           | 36 meses                  | Construções suspensas; cancelados em 1917 |

## Cancelamento
O programa de expansão naval de Haus foi aprovado pelo governo austro-húngaro em 28 de abril de 1914. As provisões contidas nele entraram em efeito em 1º de julho do mesmo ano. A encomenda dos quatro couraçados foi feita pela marinha pouco depois. A Marinha Austro-Húngara seguiu o tradicional costume germânico de não nomear novos navios até que eles fossem formalmente lançados. Consequentemente, a marinha os chamou apenas de "substitutos" para a antiga Classe Monarch.
Os custos de construção de todos os quatro couraçados da Classe Ersatz Monarch teriam sido enormes pelos padrões que a Marinha Austro-Húngara estava acostumada até então. Enquanto as antigas classes Habsburg, Erzherzog Karl, Radetzky e Tegetthoff custaram, respectivamente, por volta de dezoito, 26, quarenta e sessenta milhões de coroas por navio, cada embarcação da Classe Ersatz Monarch teria um custo estimado que ficaria entre 81,6 e 83 milhões de coroas.
Os quatro navios foram chamados simplesmente de "Couraçado VIII" a "Couraçado XI". A construção do "Couraçado VIII" estava pronta para começar no início de julho, com a Stabilimento Tecnico Triestino já tendo adquirido os materiais brutos e equipamentos necessários para o batimento de quilha. Entretanto, o assassinato de Francisco Fernando em Sarajevo no dia 28 de junho de 1914 fez com que o início das obras fosse adiado. Seguiu-se a Crise de Julho e depois a declaração de guerra da Áustria-Hungria contra a Sérvia, o que deu início a Primeira Guerra Mundial, com a construção das embarcações sendo adiadas até setembro, quando esperava-se que a guerra tivesse terminado.
Em meados de agosto, com a Áustria-Hungria envolvida em uma guerra de grande escala contra a Sérvia, Rússia, Montenegro, Bélgica, França e Reino Unido, o governo decidiu suspender todos os contratos que tinham sido distribuídos como parte do programa de expansão naval de Haus, incluindo os quatro couraçados da Classe Ersatz Monarch. O ministério das finanças húngaro tentou cancelar os projetos por completo já em outubro de 1914. A marinha não estava disposta a começar a construção de quaisquer navios novos até depois da guerra, mas Haus foi contra o cancelamento completo do projeto. Consequentemente, um meio-termo foi alcançado em fevereiro de 1915, que ditava que as construções seria suspensas indefinidamente até o fim da guerra, porém os couraçados não foram formalmente cancelados.
Os canhões principais para o "Couraçado VIII" tinham sido encomendados antes do começo da guerra e foram construídos pela Škoda. Estas foram as únicas encomendas realizadas pela Marinha Austro-Húngara para qualquer um dos quatro navios que chegaram a ser cumpridas. Achava-se que depois da conclusão vitoriosa da guerra, que a Áustria-Hungria esperava que fosse muita curta, os trabalhos nos couraçados poderiam recomeçar. À medida que a guerra prosseguiu, quatro canhões feitos pela Škoda foram entregues em 1916 para o Exército Austro-Húngaro. O resto das armas finalizadas foram depois tomadas pelos franceses como prêmios de guerra ao final do conflito. Em meados de 1917, quando a guerra já estava entrando em seu terceiro ano, a construção dos quatro navios foi finalmente cancelada por completo.

### Citações
1. 1 2 3 4 5 6 7 8 9 10 11 12 13 14 15 16 17  Fitzsimons 1978a, p. 854
2. ↑  Sondhaus 1994, pp. 223–224
3. ↑  Vego 1996, p. 175
4. 1 2 3 4 5  Sondhaus 1994, p. 227
5. ↑  Vego 1996, pp. 62, 69
6. ↑  Soko 1968, p. 68
7. ↑  Sondhaus 1994, p. 144
8. ↑  Sondhaus 1994, pp. 227–228
9. 1 2  Sturton 1987, p. 12
10. 1 2 3  Sokol 1968, p. 71
11. 1 2 3 4  Sondhaus 1994, p. 228
12. ↑  Gebhard 1968, p. 252
13. ↑  Vego 1996, p. 162
14. 1 2 3  Vego 1996, p. 173
15. ↑  Sondhaus 1994, p. 246
16. ↑  Gebhard 1968, p. 211
17. 1 2 3  Vego 1996, p. 172
18. 1 2 3 4 5  Sondhaus 1994, p. 229
19. ↑  Sondhaus 1994, pp. 195, 229
20. ↑  Vego 1996, pp. 131–132
21. ↑  Sondhaus 1994, pp. 233, 236–238
22. ↑  Vego 1996, pp. 128–131
23. ↑  Sondhaus 1994, p. 32
24. ↑  Vego 1996, pp. 172–173
25. ↑  Sondhaus 1994, pp. 229–230
26. ↑  Sondhaus 1994, p. 230
27. 1 2 3  Sondhaus 1994, p. 231
28. ↑  Sondhaus 1994, pp. 230–231
29. ↑  Vego 1996, pp. 172–174
30. 1 2 3 4 5 6 7 8 9 10 11 12 13  Vego 1996, p. 174
31. 1 2 3 4 5 6 7 8 9  Greger 1976, pp. 25–26
32. 1 2 3 4 5 6 7 8 9 10  Gardiner 1985, p. 335
33. ↑  Gill 1914, p. 189
34. 1 2  Gill 1914, p. 190
35. ↑  Fitzsimons 1978b, p. 1933
36. ↑  Sondhaus 1994, p. 192
37. ↑  Sieche 1991, p. 116
38. 1 2  Sondhaus 1994, p. 269